# Gilbert de Umfraville (Adliger, † 1245)
Sir Gilbert de Umfraville, de iure uxoris Earl of Angus (auch Umfreville) († vor 13. März 1245) war ein anglo-schottischer Adliger.

## Herkunft
Gilbert de Umfraville entstammte der anglo-schottischen Familie Umfraville. Er war der älteste Sohn von Richard de Umfraville, der Name seiner Mutter ist unbekannt. 1212 musste sein Vater ihn zusammen mit seinen drei Brüdern als Geisel für seine Loyalität gegenüber dem englischen König Johann Ohneland stellen. Nach dem Tod seines Vaters 1226 erbte Gilbert dessen umfangreichen Landbesitz, zu dem umfangreiche Ländereien in Northumberland mit Prudhoe Castle, aber auch Güter in Yorkshire und anderen Teilen Englands gehörten. Für sein Erbe musste er am 8. Januar 1227 König Heinrich III. huldigen sowie eine Gebühr von £ 100 zahlen.

## Leben
Im Gegensatz zu seinem Vater war Umfraville in keine größeren Fehden verwickelt, sondern hatte zu den anderen nordenglischen Baronen meist ein gutes Verhältnis. Auch gegenüber dem englischen König war er ein loyaler Vasall. 1228 wurde er zum Ritter geschlagen, und 1230 nahm er am vergeblichen Feldzug des Königs nach Frankreich teil. Dazu diente er dem König als Forstrichter. Als mächtiger Baron versuchte er, seine Besitzungen in Nordengland auszubauen. Durch seine Ehe mit Theophania erwarb er als Mickley als Mitgift. Seine Frau entstammte der Familie Balliol, die während des Ersten Kriegs der Barone gegen seinen Vater gekämpft hatte. Umfraville verzichtete zugunsten von Robert de Muschamp auf seinen umstrittenen Anspruch auf Wooler, den er von seinem Großvater Odinel de Umfraville geerbt hatte. Auch zu Robert fitz Meldred, Lord of Raby, dem er eines seiner berühmten Pferde schenkte, hatte er gute Beziehungen. Umfraville betrieb eine erfolgreiche Pferdezucht. Der Verkauf seiner Pferde aus dem Redesdale Forest brachte ihm großen Wohlstand. Dazu knüpfte er an die Kontakte seiner Vorfahren nach Schottland an. Dreimal gehörte er zu den Rittern, die den schottischen König Alexander II. bei dessen Besuchen in England eskortierten. Bei einem dieser Besuche bezeugte er 1237 den Vertrag von York. Nach dem Tod seiner ersten Frau heiratete er eine Tochter des schottischen Earl of Angus. Neben Stiftungen zugunsten von Newminster und Hexham bestätigte er die Schenkung seines Großvaters an die schottische Kelso Abbey.

## Familie und Nachkommen
Nach dem Tod seiner ersten Frau hatte Umfraville 1243 Matilda, Countess of Angus, die Witwe von John Comyn und Tochter und Erbin des verstorbenen Maol Choluim, 5. Earl of Angus geheiratet, womit er de facto der Träger des schottischen Titels Earl of Angus wurde. Mit ihr hatte er einen Sohn, der sein Erbe wurde:
- Gilbert de Umfraville (um 1244–1307)

Umfraville starb Anfang 1245 und wurde in Hexham Abbey beigesetzt.